# Liste der Biografien/Menn
Liste der Biografien |
Portal Biografien |
Personensuche
# |
A |
B |
C |
D |
E |
F |
G |
H |
I |
J |
K |
L |
M |
N |
O |
P |
Q |
R |
S |
T |
U |
V |
W |
X |
Y |
Z |
?
 
Ma |
Mb |
Mc |
Md |
Me |
Mf |
Mg |
Mh |
Mi |
Mj |
Mk |
Ml |
Mm |
Mn |
Mo |
Mp |
Mq |
Mr |
Ms |
Mt |
Mu |
Mv |
Mw |
Mx |
My |
Mz
 
Mea–Mee |
Mef |
Meg |
Meh |
Mei |
Mej |
Mek |
Mel |
Mem |
Men |
Meo |
Mep |
Mer |
Mes |
Met |
Meu |
Mev |
Mew |
Mex |
Mey |
Mez
 
Mena |
Menc |
Mend |
Mene |
Menf |
Meng |
Menh |
Meni |
Menj |
Menk |
Menl |
Menn |
Meno |
Menr |
Mens |
Ment |
Menu |
Menv |
Menw |
Meny |
Menz
Die Liste der Biografien führt alle Personen auf, die in der deutschsprachigen Wikipedia einen Artikel haben. Dieses ist eine Teilliste mit 83 Einträgen von Personen, deren Namen mit den Buchstaben „Menn“ beginnt.

## Menn
- Menn, Andreas (* 1973), deutscher Filmeditor
- Menn, Andreas (* 1981), deutscher Journalist
- Menn, Barthélemy (1815–1893), Schweizer Maler
- Menn, Christian (1927–2018), Schweizer Bauingenieur und Hochschullehrer
- Menn, Corinna (* 1974), Schweizer Architektin
- Menn, Marla (* 1996), deutsche SchauspielerinMarla Menn (* 1996)

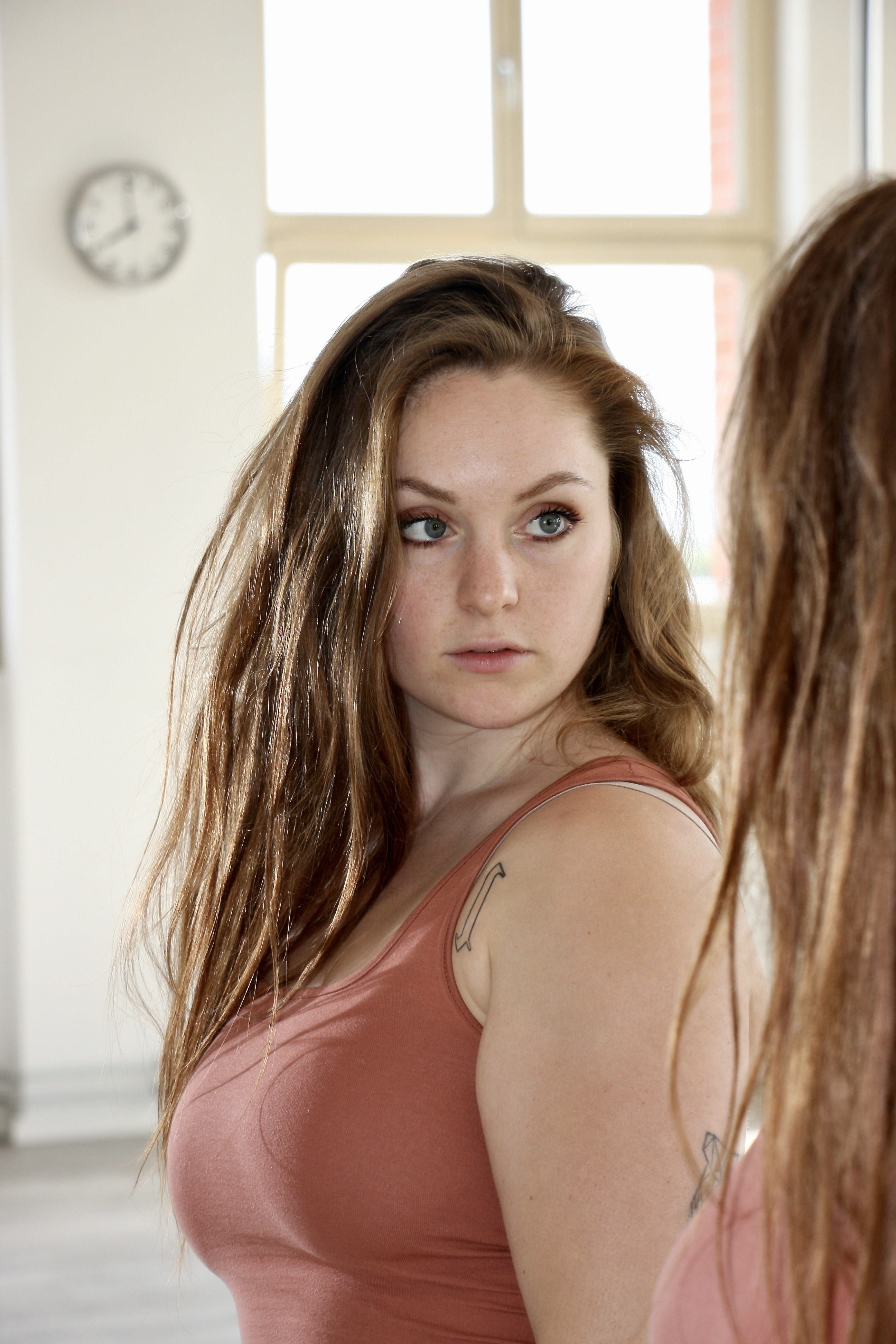
Marla Menn (* 1996)

- Menn, Philipp, deutscher Fernsehmoderator und Journalist
- Menn, Stephen (* 1964), US-amerikanischer Mathematiker, Philosoph und Philosophiehistoriker
- Menn, Walter (1890–1967), deutscher Bibliothekar

### Menna
- Menna, Matthäus Joseph (1767–1837), deutscher Maler

### Menne
- Menne, Albert (1923–1990), deutscher Philosoph und Logiker
- Menne, Alexander (1904–1993), deutscher Manager und Politiker (FDP), MdB
- Menne, Bernhard (1901–1968), deutscher Journalist und Publizist
- Menne, Erika (1908–1991), deutsche Politikerin (FDP), MdL
- Menne, Ernst (1869–1927), deutscher Chemiker
- Menne, Fritz C. (* 1919), deutscher Diplomat
- Menne, Gerd (1939–2020), deutscher Fußballspieler und Trainer
- Menne, Heinrich (1541–1621), deutscher evangelisch-lutherischer Geistlicher, Hauptpastor der Lübecker Aegidienkirche und Senior des Geistlichen Ministeriums
- Menne, Lothar (* 1944), deutscher Verleger
- Menne, Peter (* 1960), deutscher Szenenbildner, Bühnenbildner, Maler und Musiker
- Menne, Peter (* 1962), deutscher Illustrator und Karikaturist
- Menne, Sabine (* 1977), deutsche Schauspielerin und Sängerin
- Menne, Simone (* 1960), deutsche Managerin
- Menne, Wilhelm (1910–1945), deutscher Olympiasieger im Rudern
- Menne-Haritz, Angelika (* 1949), deutsche Archivarin und Vizepräsidentin des Bundesarchivs
- Menne-Lindenberg, Helene (1919–1988), deutsche Malerin
- Mennea, Pietro (1952–2013), italienischer Leichtathlet und Politiker, MdEP
- Mennecke, Friedrich (1904–1947), deutscher Arzt, Gutachter bei der Euthanasie-Aktion T4Friedrich Mennecke (1904–1947)

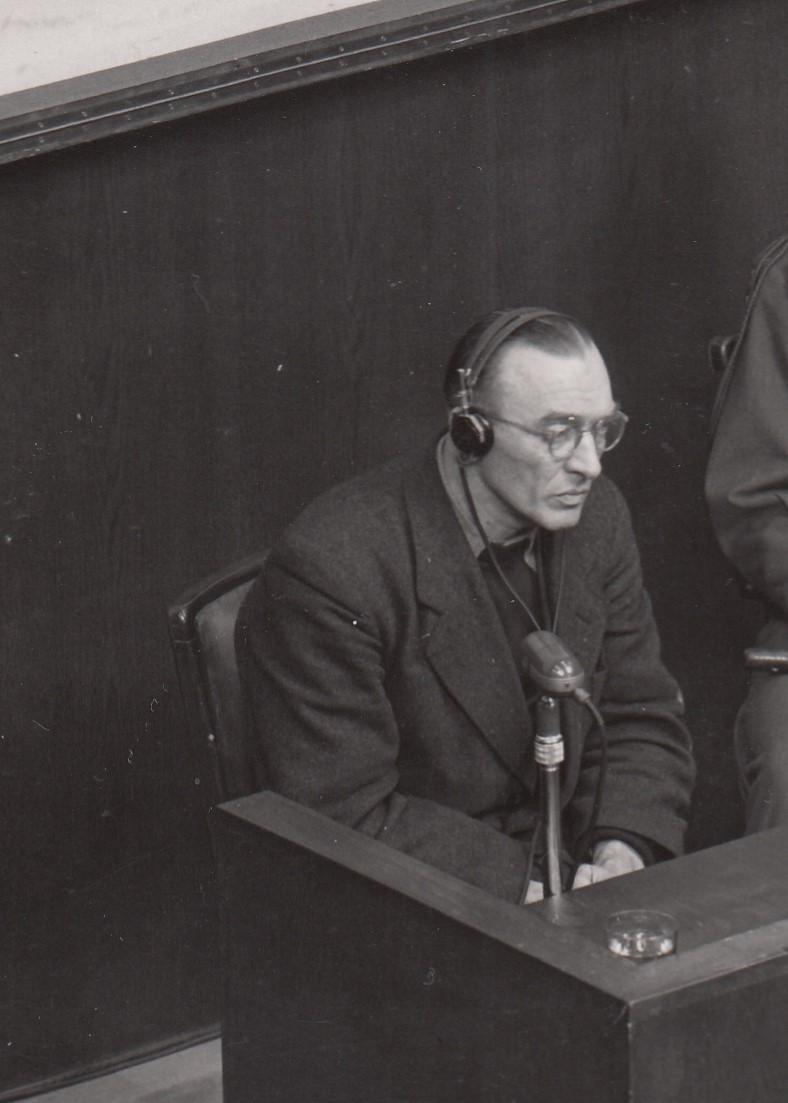
Friedrich Mennecke (1904–1947)

- Mennecke, Ute (* 1958), deutsche Theologin
- Mennekes, Dieter (1940–2020), deutscher Unternehmer und Umweltschützer
- Mennekes, Friedhelm (* 1940), deutscher katholischer Theologe, Priester und Kunstverständiger
- Mennekes, Hans (1911–1983), deutscher Künstler
- Mennel, Bernadette (* 1959), österreichische Politikerin (ÖVP)
- Mennel, Faustin (1824–1889), deutscher katholischer Ordensgründer
- Mennel, Jakob, österreichischer Jurist, Historiograph und Genealoge
- Mennel, Jürgen (* 1960), deutscher Ultramarathonläufer
- Mennel, Peter (* 1955), österreichischer Jurist und Generalsekretär des Österreichischen Olympischen Comités
- Mennel, Pierre (* 1964), Schweizer Kameramann
- Mennell, Arthur (1855–1941), deutscher Buchhändler, Schriftsteller, Maler und Fotograf
- Mennell, Laura (* 1980), kanadische SchauspielerinLaura Mennell (* 1980)

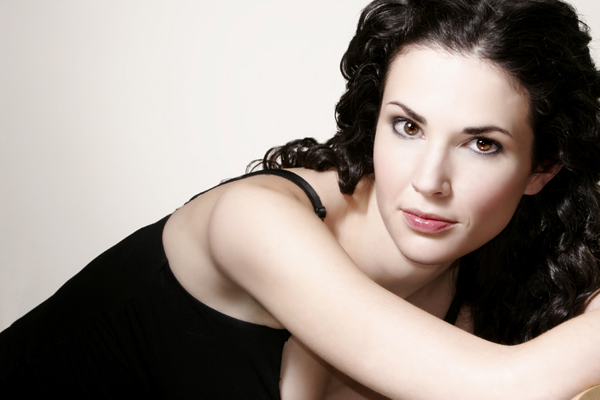
Laura Mennell (* 1980)

- Mennell, Stephen (* 1944), britischer Soziologe
- Mennella, Carlo (1834–1883), italienischer römisch-katholischer Geistlicher und Weihbischof in Ischia
- Mennemeier, Franz Norbert (1924–2021), deutscher Literaturwissenschaftler und Schriftsteller
- Mennen, Ineke (* 1960), niederländische Phonetikerin und Phonologin
- Mennen, Pascal (* 1983), deutscher Politiker (Bündnis 90/Die Grünen), MdL
- Mennen, Robert (* 1985), deutscher Mountainbikefahrer
- Mennenöh, Zola (* 1988), deutsche Improvisations- und Jazzmusikerin (Gesang, Komposition)
- Menner, Anton (* 1994), österreichischer Volleyball-Nationalspieler
- Menner, Beate (* 1944), deutsche Synchronsprecherin und Fernsehansagerin
- Menner, Erich (1900–1966), deutscher Biologe und Hochschullehrer
- Menner, Wladimir Wassiljewitsch (1905–1989), russischer Paläontologe und Geologe
- Mennes, Brian (* 1966), US-amerikanischer Offizier, Generalmajor der US-Army
- Mennesson, William (* 1994), französischer Triathlet

### Mennh
- Mennher, Valentin († 1570), deutscher Rechenmeister

### Menni
- Menni, Benedetto (1841–1914), italienischer Ordenspriester, Ordensgründer und Heiliger der katholischen Kirche
- Mennicke, Carl (1887–1959), deutscher Sozialpädagoge und religiöser Sozialist
- Mennicke, Gustav (1899–1988), deutscher Maler
- Mennicke, Werner (* 1933), deutscher Ökonom und Politiker (SED), MdVK
- Mennicken, Anna (* 1993), deutsche Schauspielerin
- Mennicken, Jan Emens, Töpfermeister im Herzogtum Limburg
- Mennicken, Julius (1893–1983), preußischer Verwaltungsbeamter und Landrat
- Mennicken, Leonhard (1874–1969), deutsch-belgischer Bildhauer
- Mennicken, Peter (1894–1960), deutscher Philosoph und Ordinarius an der RWTH Aachen
- Mennicken, Rainer (* 1950), deutscher Dramaturg und Theaterintendant
- Mennie, Vincent (* 1964), schottischer Fußballspieler
- Mennigen, Florian (* 1982), deutscher RudererFlorian Mennigen (* 1982)
- Mennigen, Peter (* 1952), deutscher Autor

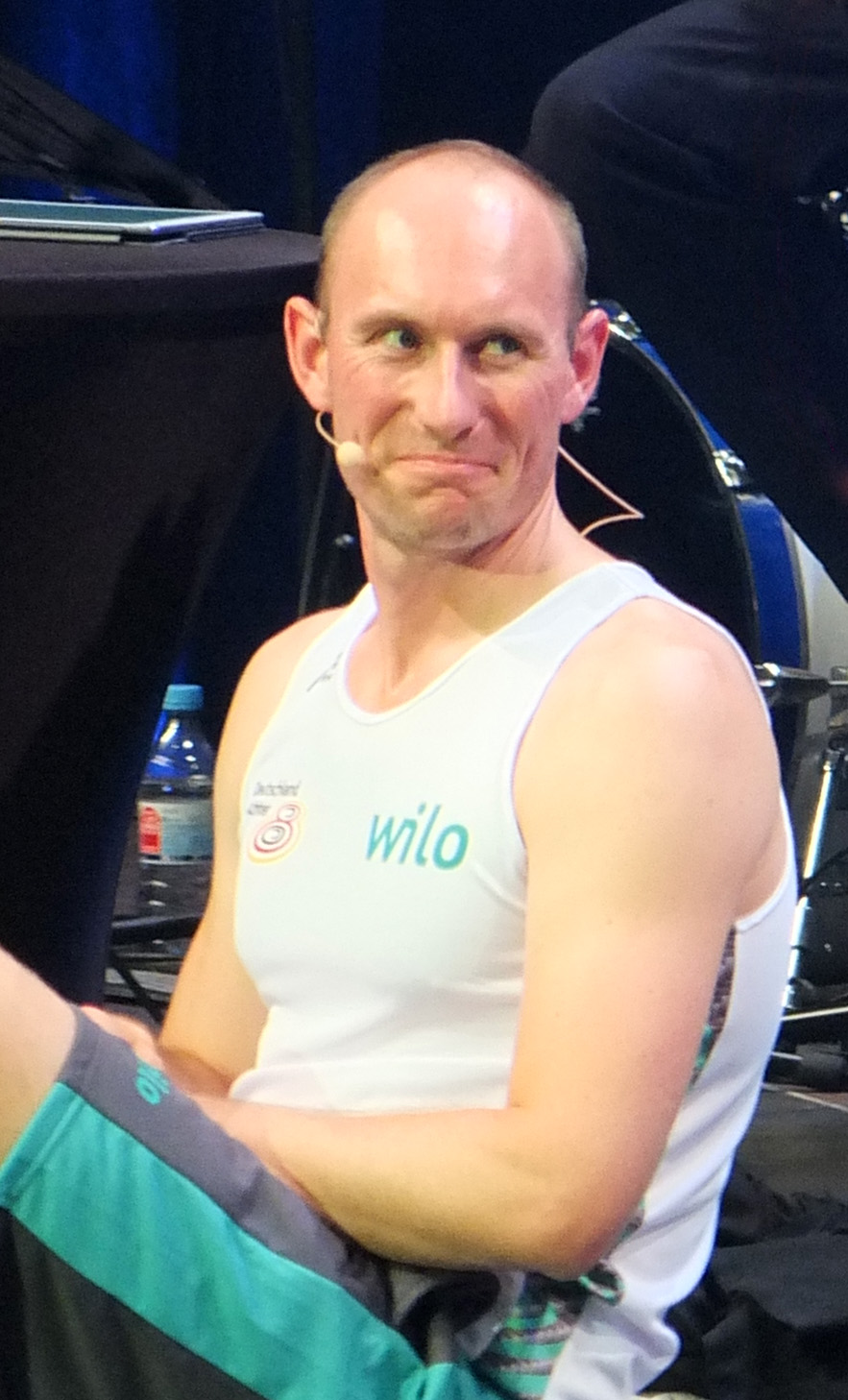
Florian Mennigen (* 1982)

- Mennin, Peter (1923–1983), US-amerikanischer Komponist
- Menning, Karl (1874–1941), estnischer Theaterregisseur und Diplomat
- Menningen, Alexander (1900–1994), deutscher Pater und Theologe
- Menninger, Heiner Hans (1942–2020), deutscher Rheumatologe
- Menninger, Johann Matthias († 1793), österreichischer Schauspieler und Theaterprinzipal
- Menninger, Karl (1893–1990), US-amerikanischer PsychiaterKarl Menninger (1893–1990)

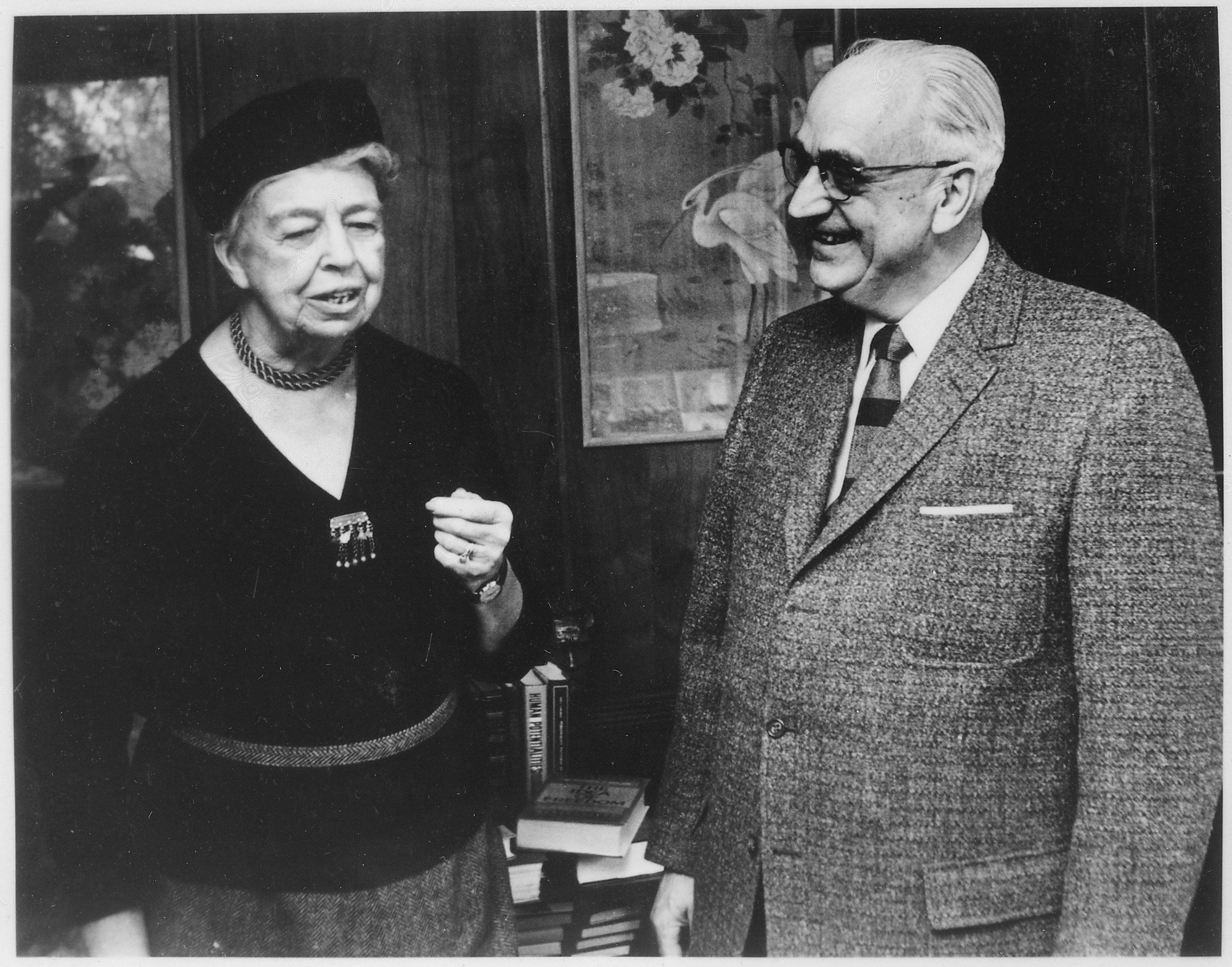
Karl Menninger (1893–1990)

- Menninger, Karl (1898–1963), deutscher Mathematikhistoriker
- Menninger-Lerchenthal, Erich (1898–1966), österreichischer Neurologe
- Menninghaus, Winfried (* 1952), deutscher Komparatist
- Mennini, Antonio (* 1947), italienischer Geistlicher, römisch-katholischer Erzbischof und Diplomat des Heiligen Stuhls
- Mennini, Louis (1920–2000), US-amerikanischer Komponist und Musikpädagoge
- Menniti, Elisa, australische Schauspielerin, Filmproduzentin und Drehbuchautorin

### Menno
- Mennonna, Antonio Rosario (1906–2009), römisch-katholischer Bischof von Nardò

### Mennu
- Mennucci, Patrick (* 1955), französischer Politiker, Mitglied der Nationalversammlung

### Menny
- Menny, Erwin (1893–1949), deutscher Generalleutnant im Zweiten Weltkrieg
- Menny, Max (1859–1921), deutscher Verwaltungsbeamter